# Pala Singh
Pala Singh (ur. w 1902, zm. ?) – indyjski lekkoatleta, uczestnik letnich igrzysk olimpijskich w 1924.
Na igrzyskach w Paryżu wystartował w biegach na 1500, 5000 oraz 10 000 metrów. Na 1500 metrów zajął piąte miejsce w swoim biegu eliminacyjnym, a na 5000 metrów dziesiąte miejsce w biegu kwalifikacyjnym; w obu jednak kończył swój udział na jednym starcie. W finałowym biegu na 10 000 metrów nie dobiegł do mety.
Rekord życiowy na 1 milę – 4:26.2 (1930)